# Ford Consul (1951)
Ford Consul – samochód osobowy klasy średniej produkowany przez brytyjski oddział koncernu Ford Motor Company (Ford of Britain) w latach 1951–1962.

## Pierwsza generacja

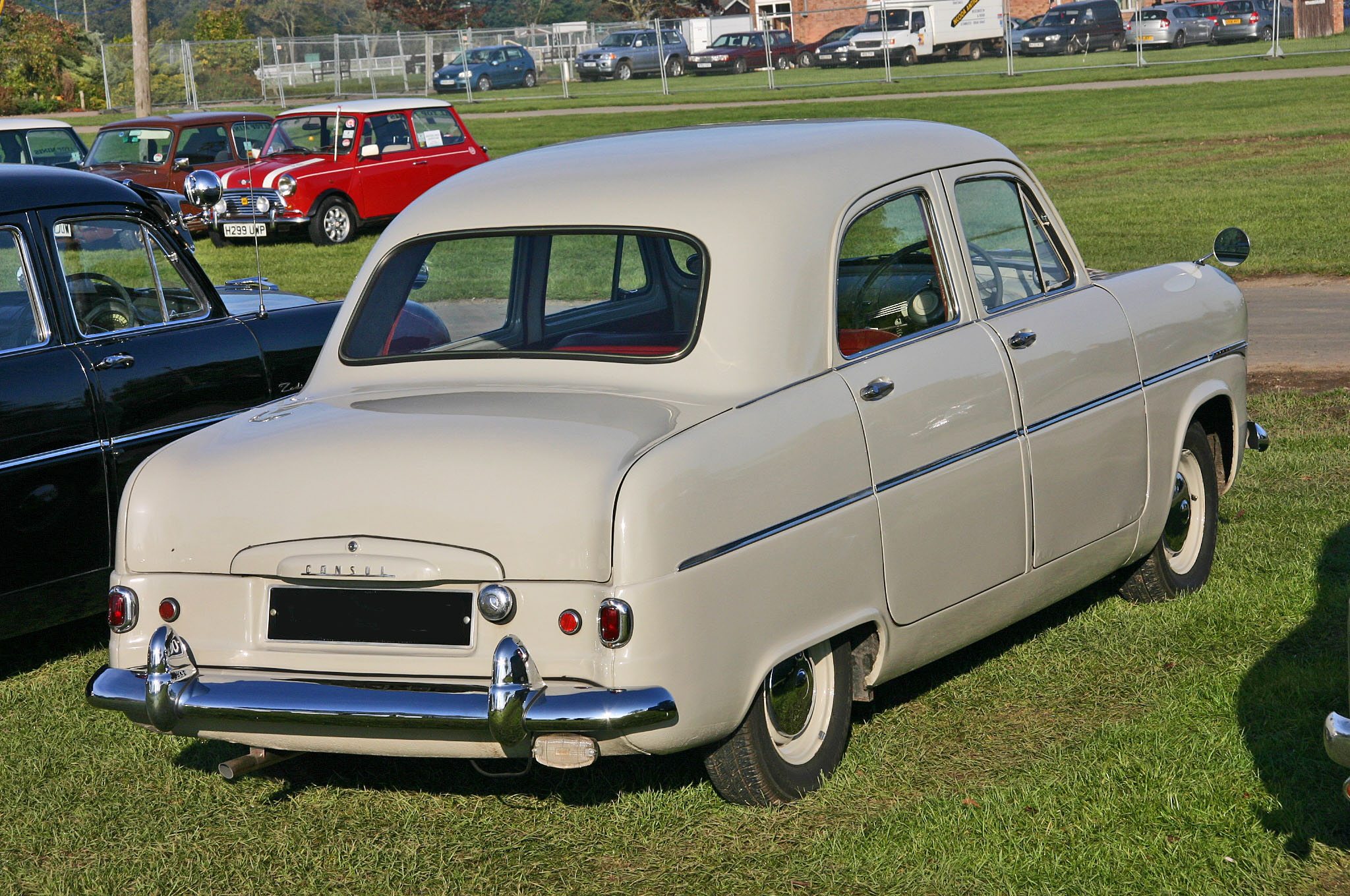
Ford Consul I - tył

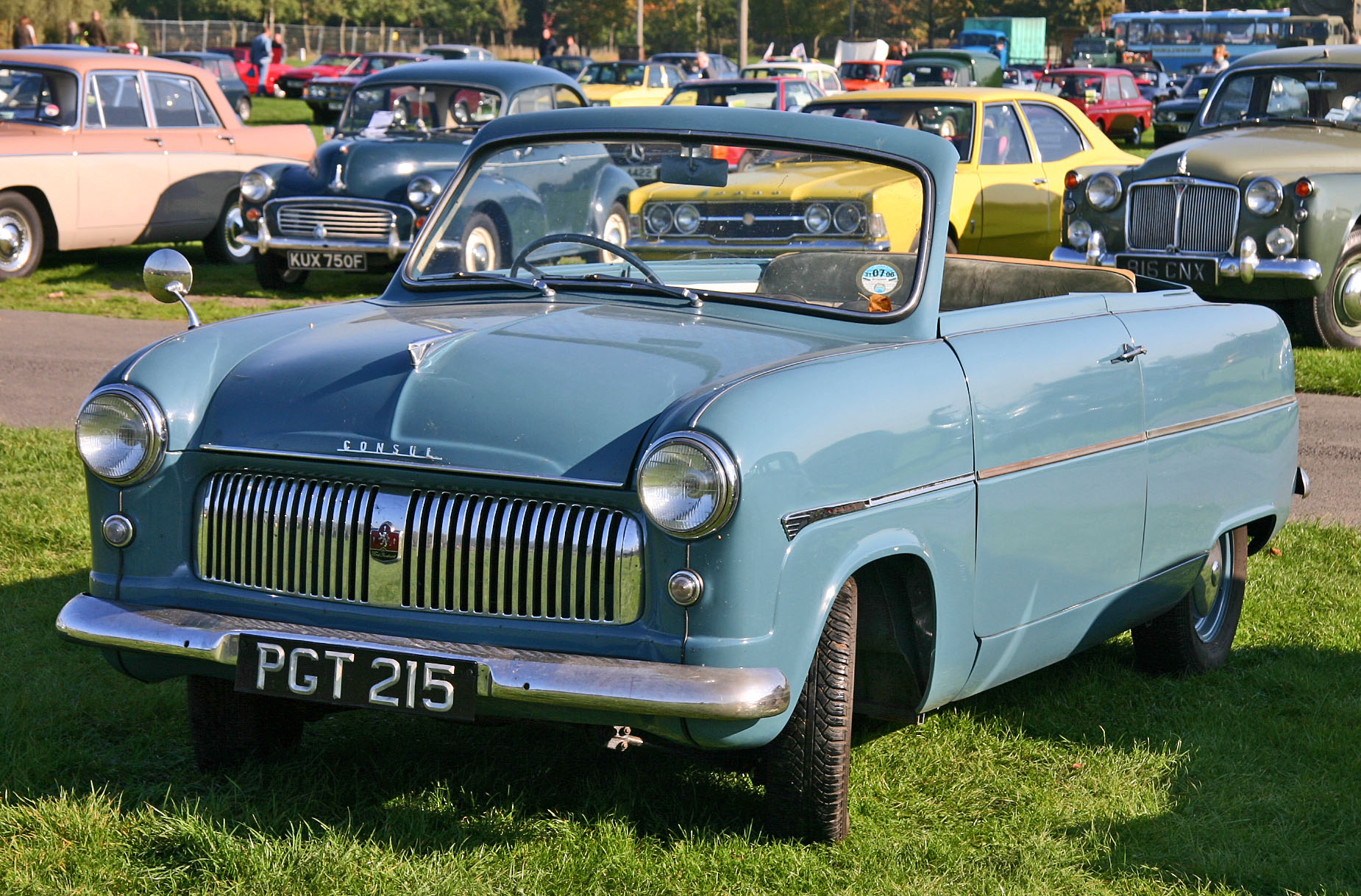
Ford Consul I Cabriolet

Ford Consul I został zaprezentowany po raz pierwszy w 1951 roku.
W połowie 1951 roku brytyjski oddział Forda przedstawił nowy model klasy średniej, który w dotychczasowej ofercie zastąpił linię modelową Pilot.  Pierwsza generacja Forda Consula utrzymana została w bardziej stonowanych proporcjach niż poprzednik, zyskując zwartą sylwetkę charakteryzującą się niewielkimi, okrągłymi reflektorami umieszczonymi na krawędziach błotników, niżej osadzoną maską i zaokrągloną klapą bagażnika.
Consul I był pokrewną konstrukcją wobec równolegle oferowanych sedanów Zephyr i Zodiac.

### Silnik
- L4 1.5l Straight-4

## Druga generacja

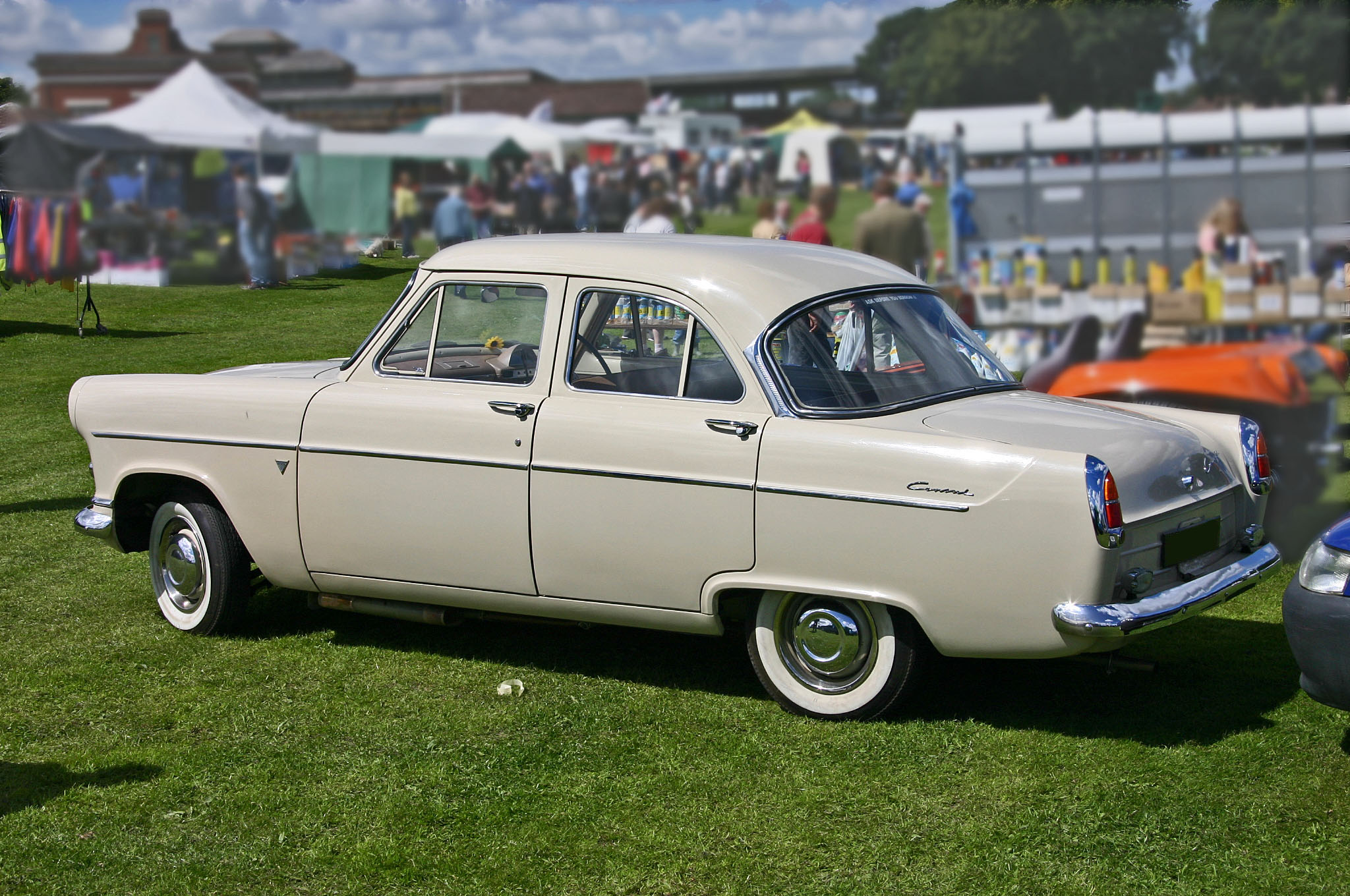
Ford Consul II - tył

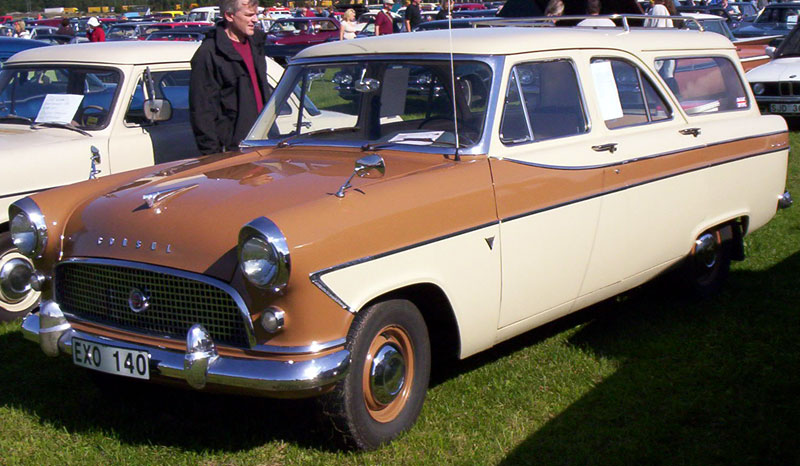
Ford Consul II Kombi

Ford Consul II został zaprezentowany po raz pierwszy w 1956 roku.
Druga generacja Consula została opracowana na nowej platformie, stając się wyraźnie większym samochodem. Pojazd zyskał smuklejszą sylwetkę z dłuższym bagażnikiem, zaokrąglonym dachem i charakterystycznym, zakrytym tylnym nadkolem. Przedni pas zdominowała duża, chromowana atrapa chłodnicy, z kolei panele boczne zdobiła wąska, chromowana listwa biegnąca przez całą długość nadwozia. Opcjonalnym rozwiązaniem w droższych wariantach z bogatszym wyposażeniem było dwukolorowe malowanie nadwozia. 
Podobnie jak w przypadku poprzednika, druga generacja Forda Consula była pokrewną konstrukcją względem równolegle oferowanych sedanów Zephyr i Zodiac.

### Australia
Druga generacja Forda Consula była oferowana i wytwarzana także z myślą o rynku australijskim i nowozelandzkim, gdzie oferta została tradycyjnie wzbogacona o pickupa typu coupe utility.

### Silnik
- L4 1.7l Straight-4